# Фишерс (Индијана)
Фишерс (енгл. Fishers) град је у америчкој савезној држави Индијана.

## Демографија
По попису из 2010. године број становника је 76.794, што је 38.959 (103,0%) становника више него 2000. године.
| Група             | 2000.          | 2010.          |
| Белци             | 34.400 (90,9%) | 64.058 (83,4%) |
| Афроамериканци    | 1.110 (2,9%)   | 4.299 (5,6%)   |
| Азијати           | 1.171 (3,1%)   | 4.188 (5,5%)   |
| Хиспаноамериканци | 764 (2,0%)     | 2.638 (3,4%)   |
| Укупно            | 37.835         | 76.794         |